# NGC 3612
NGC 3612 este o infrared source⁠(d) situată în constelația Leul. A fost descoperită în 16 martie 1869 de către Otto Vasilievici Struve⁠(d).